# Thockrington
Thockrington – wieś w Anglii, w hrabstwie Northumberland. Leży 33 km na północny zachód od miasta Newcastle upon Tyne i 421 km na północ od Londynu.